# Cum să-l înecăm pe Dr. Mracek
Cum să-l înecăm pe Dr. Mracek (titlul original: în cehă Jak utopit dr. Mráčka aneb Konec vodníků v Čechách cu sensul Cum să-l îneci pe Dr. Mráčka sau Sfârșitul spiritelor apelor din Boemia) un film de comedie fantezist cehoslovac, realizat în 1975 de regizorul Václav Vorlíček, 
după un subiect de Petr Markov, protagoniști fiind actorii Libuše Šafránková, Jaromír Hanzlík, František Filipovský și Vladimír Menšík.

## Rezumat
La Praga, pe malul Moldavei, trăiesc ultimii șapte ondini⁠(d) (spirit al apelor) boemi. Șeful lor, domnul Wassermann, folosește familia soției sale ca angajați. Sunt frații Bertík, Karel, Alois Vodička și fiica acestuia din urmă, Jana. Doamna Wassermann îi ține la distanță folosind o baghetă magică⁠(d) care îi poate transforma în animale sau obiecte.
Totul ar fi bine dacă un oficial de la serviciul de urbanizare nu ar fi hotărât să le demoleze casa care comunică cu râul, pentru motivul că este excesiv de mucegăită. Pentru a preveni acest proiect dezastruos, Wassermann vede o singură soluție: persoana responsabilă, doctorul în juridică Mráček, trebuie ucis. Frații sunt însărcinați cu această slujbă, dar nepoata lor Jana, s-a îndrăgostit de acest muritor și îl salvează.
În acest timp, Wassermann a participat la Congresul Internațional de ondini de la Hamburg, unde a fost acuzat de declinul ondinilor din Boemia. Se hotărăște să îi trimită doi ondini, Tomáš și Rolf, a căror misiune este să-i facă să se înmulțească la fața locului. Ei trebuie să evite două pericole care transformă ondinii în oameni: să le facă transfuzie cu sânge uman sau să aibă relații sexuale cu o femeie umană. Printr-o combinație nefericită de circumstanțe, tocmai asta li se întâmplă.
La întoarcere, Wassermann se ceartă cu soția sa și, folosind bagheta sa magică, o transformă într-un pachet de făină. Din păcate, un câine apucă pachetul și fuge cu el în stradă. Pachetul este găsit de mama doctorului Mráček, care decide să facă din făină o prăjitură, fără să știe că făina este o persoană vrăjită...

## Distribuție
- Libuše Šafránková – Jana Vodičková
- Jaromír Hanzlík – dr. jurist Jindřich Mráček, avocat
- František Filipovský – spiritul apelor Bertík Vodička, șeful la închiriere de bărci
- Miloš Kopecký – spiritul șef ceh al apelor, Wasserman
- Vladimír Menšík – Karel Vodicka, înotător
- Zdeněk Řehoř – Alois Vodička, scafandru și tatăl Janei
- Stella Zázvorková – docent Mráčková, mama lui Jindřich
- Eva Trejtnarová – Polly, fiica lui Wasserman
- Čestmír Řanda – Albert Bach, spiritul de pe râul Inn
- Míla Myslíková – Matylda, soția lui Wasserman și sora familiei Vodička
- Vlastimil Hašek – chirurg Honza, prietenul lui Jindřich
- Jiří Hrzán – spiritul apelor Thomas
- Miroslav Masopust – spiritul apelor Rolf
- Gabriela Wilhelmová – asistenta Růženka, iubita lui Karl
- Dáša Neblechová – Gerta, spiritul râului Inn, soția lui Bach
- Milena Steinmasslová – Krista, prietena Janinei
- Lucie Žulová – Vladka, prietena Pollynei
- Jiří Lír – dr. jurist Křeček, reprezentantul dr. jur. Mráček
- Lubomír Kostelka – oficialul corect la Congresul spiritelor apelor
- Bedřich Prokoš – președintele Congresului spiritelor apelor
- Oldřich Velen – Vicepreședintele ONV
- Mirko Musil – tehnicianul în scufundări
- Karel Augusta – barmanul la piscină
- Raoul Schránil – directorul magazinului de antichități
- Jan Cmíral – un locotenent VB[2]

## Producție
În istorie se află legenda conform căreia ondinele (aici vodnik, plural vodnici) din mitologia slavă adună sufletele oamenilor înecați pentru a le pune la colecție.
În rolul Janei, a fost distribuită actrița Libuše Šafránková, care a jucat rolul principal în filmul anterior al aceluiași regizor, Trei alune pentru Cenușăreasa.
Cântecul din generic („Znala panna pána”) este interpretată de Helena Vondráčková și Václav Neckář..